# Museu Nacional de Ciència i Tecnologia
El Museu Nacional de Ciència i Tecnologia, conegut per les sigles MUNCYT, és un museu de la ciutat de la Corunya, a Galícia. Depèn de la Secretaria d'Estat d'Investigació, Desenvolupament i Innovació del Ministeri d'Economia i Competitivitat, gestionat per la Fundació per a la Ciència i la Tecnologia (FECYT) i dirigit per Ramón Núñez Centella.
Va ser inaugurat el 4 de maig de 2012 pels Prínceps d'Astúries Felipe i Letizia, però no va obrir al públic fins al mes de juny del mateix any.
Al museu s'hi exposen diverses peces de la història tecnològica de Galícia i Espanya, algunes relacionades amb la ciutat de la Corunya, com l'antiga llanterna de la Torre d'Hèrcules que va funcionar entre 1857 i 1904. També es pot visitar la cabina de l'avió que va portar a Espanya el Guernica de Picasso des de Nova York, una exposició de la història tecnològica a Espanya, iniciatives industrials o l'evolució dels mitjans de comunicació escrits i informàtics.